# سوبر إم للإنتاج
سوبر إم للإنتاج (بالإنجليزية: Super M Productions)‏ هي شركة لبنانية متخصصة في دبلجة الأفلام والمسلسلات والرسوم المتحركة إلى اللغة العربية.

## فيلموغرافيا

### مسلسلات رسوم متحركة
- من ألف ليلة وليلة (نسخة تلفزيون ج)
- يوغي يو[7]
- الأرنب ريكيت[8]
- أبطال النينجا

### أفلام رسوم متحركة
- بولت (فيلم 2008) (النسخة العربية الفصحى)
- روبن هود (فيلم 1973) (النسخة العربية الفصحى)
- الطباخ الصغير (النسخة العربية الفصحى)
- فوق (فيلم 2009) (النسخة العربية الفصحى)
- كوكب الكنز (النسخة العربية الفصحى)

### برامج
- الفتاكون 60

## ممثلو الأصوات
- بديع أبو شقرا
- عبدو حكيم
- فؤاد شمص
- فادي الرفاعي
- حسن حمدان
- ناجي شامل
- إسماعيل نعنوع
- شربل عساف
- لارا حتى
- عدي رعد
- علي حجازي
- مريم حداد
- نسرين حسن
- أسمهان بيطار
- إيمان البيطار
- بيان أبو شقرا
- توفيق شهاب
- جمال حمدان
- جمانة الزنجي
- حسان حمدان
- حسن حمدان
- حسن شامل
- حسن المصري
- حسني بدر الدين
- خالد السيد
- رنا الرفاعي
- رودي قليعاني
- روزي اليازجي
- سعد حمدان
- شادي شمص
- طه العبد
- عبدو حكيم
- عماد فغالي
- عمر الشماع
- غدي حكيم
- ماريا أسود
- ماريبال صوما
- ناجي شامل
- ندى نصر
- نسرين مسعود
- نور عباس
- يارا أبو الحسن
- هشام أبو سليمان
- غدي ياغي
- حسني بدر الدين

## وصلات خارجية
- سوبر إم للإنتاج على موقع IMDb (الإنجليزية)